# Amours interdites
Pour plus de détails, voir Fiche technique et Distribution.
Amours interdites (Inganno) est un mélodrame italien écrit avec Bruno Corra et réalisé par Guido Brignone, sorti en 1952. 

## Synopsis
Anna est policière, membre de la section féminine de la police civile du Territoire libre de Trieste, à une époque ou en Italie voisine les femmes ne sont pas encore en mesure de faire partie de la police. Elle épouse Andrea, un médecin dont le passé est peu clair. Cependant, dès leur lune de miel, elle est prise de doutes, en particulier après une rencontre fortuite avec une des précédentes amantes de son époux. De retour au travail, Anna doit enquêter sur cette femme, qui semble impliquée dans le trafic de drogue et dans une affaire de traite des blanches. 
Andrea est également impliqué dans l'enquête et est soupçonné de complicité, ce qui pousse Anna à la séparation. Andrea, après une tentative de réconciliation infructueuse, cherche à gagner l'étranger et demande de l'aide à son ancienne amante, mais refuse par la suite de collaborer avec elle, ne souhaitant pas que les soupçons de sa femme deviennent des certitudes.
Dans le même temps, Anna découvre qu'elle est enceinte, et souhaite quitter la police pour fonder une famille avec Andrea. Néanmoins, ce dernier est tué par une femme dont la fille était morte des suites d'un avortement qu'il a pratiqué.

## Fiche technique
- Titre original : Inganno
- Titre français : Amours interdites
- Réalisation : Guido Brignone
- Scénario : Guido Brignone, Bruno Corra
- Photographie : Mario Albertelli
- Montage : Jolanda Benvenuti
- Costume(s) : Mario Rappini
- Musique(s) : Armando Fragna
- Pays de production : Italie
- Langue originale : italien
- Format : noir et blanc
- Genre : dramatique
- Durée : 91 minutes
- Date de sortie :
  - Italie : 19 septembre 1952

## Distribution
- Gabriele Ferzetti : Andrea Vannini
- Nadia Gray : Anna Comin
- Wilma Pagis : la baronne Monica D'Erlange
- Bruna Corrà : Silvia
- Tina Lattanzi : madame Risasco, l'inspectrice de police
- Bianca Doria : madame Casardi
- Bice Valori : Giustina
- Lia Orlandini : madame Comin
- Giovanna Galletti : Marta
- Leo Garavaglia : Matteo Casardi
- Mirko Ellis : commissaire Costa
- Heinz Moog : Rassuna, complice de la baronne
- Tina Pica : Una vecchia inferma
- Pietro Tordi : L'altro complice della baronessa
- Rosita Pisano : la dame qui cherche querelle
- Italia Marchesini : madame Bedini
- Carlo Giuffré : un courtisan de Giustina
- Renato Malavasi : le garçon de chambre de l'hôtel
- Mario Castellani : ivrogne au night-club
- Maria Zanoli : la patronne de la pension
- Mimmo Palmara : un homme en canotière
- Michele Malaspina : le sous-intendant de la police
- Vittorio Kramer : lieutenant de la guardia di finanza
- Lili Cerasoli : Luisa, la fille qui meurt pendant un avortement
- Rossana Galli : fille à la fête (comme Rosanna Galli)
- Paolo Modugno :
- Pietro Carloni : un commissaire de police
- Carlo Simoncelli :
- Maria Pia Spini : mère séductrice Luisa
- Lalla Ambraziejus :
- Clara Loi : (comme Clara Loy)
- Mimmo Poli : un client de la trattoria